# 伊戈尔·弗拉基米罗维奇·久津
伊戈尔·弗拉基米罗维奇·久津（俄语： 1960年5月29日—），俄罗斯企业家，2006年12月起任车里雅宾斯克钢铁集团首席执行官。
久津是车里雅宾斯克钢铁集团的最大投资者，2003年3月至2006年12月间曾任集团董事局主席。根据《福布斯》杂志发布的2008年亿万富翁榜，久津拥有的财产总值为100亿美元，在榜中排行第77位。